# Garcia Arnau
Garcia Arnau o Garcia I (vers 965-1031) fou comte de Bigorra. Era fill d'Arnau, comte de Bigorra i net possiblement de Faquilena d'Astarac de Magnoac i de Ramon I Donat, comte de Bigorra. Es va casar amb Ricarda d'Astarac, filla de Guillem comte d'Astarac el 990. Va tenir una sola filla que el va succeir: Garsenda de Bigorra (990 - 1038).